# كيفن هنتلي (لاعب اللاكروس)
كيفن هنتلي (بالإنجليزية: Kevin Huntley)‏ هو لاعب اللاكروس أمريكي، ولد في 20 سبتمبر 1986 في توسون في الولايات المتحدة.